# Vieux-Pont (Orne)
Vieux-Pont è un comune francese di 215 abitanti situato nel dipartimento dell'Orne nella regione della Normandia.

## Società

### Evoluzione demografica
Abitanti censiti